# Xylophanes cantel
Xylophanes cantel är en fjärilsart som beskrevs av William Schaus 1941. Xylophanes cantel ingår i släktet Xylophanes och familjen svärmare. Inga underarter finns listade i Catalogue of Life.